# Mittenothamnium isopterygioides
Mittenothamnium isopterygioides là một loài Rêu trong họ Hypnaceae. Loài này được (Renauld & Cardot) Cardot mô tả khoa học đầu tiên năm 1913.